# Алексєєвка (Наро-Фомінськ)
Алексє́євка (рос. Алексеевка) — присілок у Наро-Фомінському районі Московської області Російської Федерації.

## Розташування
Присілок Алексеєвка входить до складу міського поселення Наро-Фомінськ, воно розташовано на захід від Наро-Фомінська, оточено зі всіх сторін лісом. Найближчі населені пункти Терновка, найближча залізнична станція — Нара.

## Населення
Станом на 2006 рік у селі проживала 1 особа.